# Iso-Valkeinen (sjö i Leppävirta, Norra Savolax)
Iso-Valkeinen är en sjö i kommunen Leppävirta i landskapet Norra Savolax i Finland. Den är 10,8 meter djup. Arean är 44 hektar och strandlinjen är 3,75 kilometer lång. Sjön  ingår i Vuoksens huvudavrinningsområde.   Den ligger omkring 54 kilometer söder om Kuopio och omkring 300 kilometer nordöst om Helsingfors. 